# Arrondissement de Bütow

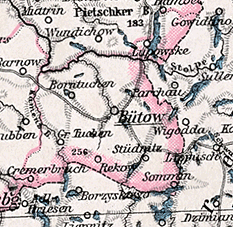
Le territoire de l'arrondissement en 1905

L'arrondissement de Bütow est un arrondissement prussien de Poméranie existant entre 1846 et 1945. Son chef-lieu est la ville de Bütow. L'ancien territoire de l'arrondissement fait maintenant partie de la voïvodie polonaise de Poméranie.

## Histoire
L'arrondissement de Bütow est créé le 1er janvier 1846 de la partie sud de l'arrondissement de Lauenburg-Bütow, le district de Bütow. L'arrondissement de Lauenburg-Bütow émerge en 1773 des districts de Lauenburg et Bütow. L'arrondissement fait partie du district de Köslin dans la province prusienne de Poméranie. En 1871, l'arrondissement comprend la ville de Bütow, 39 communes et 25 districts de domaine.
Après la création du corridor de Dantzig en janvier 1920 conformément au traité de Versailles, un échange de territoires entre la Pologne et le Reich allemand a lieu le 30 novembre 1920 dans l'arrondissement de Bütow. Les localités de Zukowken et Mühlchen, qui appartenaient à l'arrondissement prussien occidental de Karthaus, sont transférés à l'arrondissement de Bütow, tandis que les villages de Pommersch Prondzonka, Althütte bei Buchwalde et Schellews de l'arrondissement de Bütow sont transférés vers la Pologne. Cela signifie pour l'arrondissement de Bütow une cession de territoire de 8,36 km² à la Pologne et un gain simultané de 15,35 km² 
Le 30 septembre 1929, une réforme territoriale a lieu dans l'arrondissement de Bütow, comme dans le reste de l'État libre de Prusse, dans laquelle tous les districts de domaine sont dissous et attribués aux communes voisines.
Au printemps 1945, le territoire de l'arrondissement est occupé par l'Armée rouge. Elle place l'arrondissement sous l'administration de la république populaire de Pologne, qui par la suite expulse la population de l'arrondissement. L'ancien territoire de l'arrondissement fait partie du powiat de Bytów depuis 1999.

## Évolution de la démographie
| Année | Habitants | Source |
| ----- | --------- | ------ |
| 1846  | 18 519    | [ 3 ]  |
| 1871  | 24.153    | [ 1 ]  |
| 1890  | 23 712    | [ 4 ]  |
| 1900  | 26.021    | [ 4 ]  |
| 1910  | 28.151    | [ 4 ]  |
| 1925  | 28 725    | [ 4 ]  |
| 1933  | 27 510    | [ 4 ]  |
| 1939  | 27 308    | [ 4 ]  |

## Politique

### Administrateurs de l'arrondissement
- 1846–185200Paul Winterfeldt[5]
- 1852–187500Heinrich von Puttkamer (de)
- 1875–188600Julius Scheunemann
- 1886–191000Henning von Puttkamer
- 1910–191700Nikolaus von Gerlach (de)
- 1918–192000Otto Schulze (de)
- 1920–192100Max Fritz Mulert (de)
- 1921–193100Herbert von Wolff (de)
- 1931–193900Walter Springorum (de)
- 1939–194500Ludwig Förster (de)

### Constitution communale
Depuis le XIXe siècle, l'arrondissement de Bütow est divisé en villes, en communes rurales et en districts de domaine. Avec l'introduction de la loi constitutionnelle prussienne sur les communes du 15 décembre 1933 ainsi que le code communal allemand du 30 janvier 1935, le principe du leader est appliqué au niveau municipal. Une nouvelle constitution d'arrondissement n'est plus créée; Les règlements de l'arrondissement pour les provinces de Prusse-Orientale et Occidentale, de Brandebourg, de Poméranie, de Silésie et de Saxe du 19 mars 1881 restent applicables.

## Villes et communes
Après les réformes territoiriale des années 1920, l'arrondissement de Bütow comprend une ville et 48 autres communes. Les changements de nom qui ont lieu après 1929 ne sont pas inclus dans la liste suivante : 
- Bernsdorf
- Borntuchen
- Buchwalde
- Bütow, ville
- Czarndamerow
- Damerkow
- Dampen
- Damsdorf
- Gersdorf
- Gramenz
- Gröbenzin
- Groß Massowitz
- Groß Pomeiske
- Groß Tuchen
- Gustkow
- Hygendorf
- Jassen
- Jellentsch
- Kathkow
- Klein Massowitz
- Klein Pomeiske
- Klein Tuchen
- Klonschen
- Klößen
- Kroßnow
- Lonken
- Lupowske
- Mangwitz
- Meddersin
- Moddrow
- Morgenstern
- Neuendorf
- Neuhütten
- Oslawdamerow
- Petersdorf
- Platenheim
- Polschen
- Pschywors
- Pyaschen
- Reckow
- Sommin
- Strussow
- Stüdnitz
- Tangen
- Tschebiatkow
- Wusseken
- Zemmen
- Zerrin
- Zukowken

### Changements de nom
De 1929 à 1937, les noms de lieux sont modifiés dans l'arrondissement de Bütow. Comme ils ne sont pour la plupart "pas assez allemands", il s'agit de traductions ou d'inventions libres :
- Czarndamerow → Sonnenwalde
- Jellentsch → Hirschfelde (Pom.)
- Klonschen → Ulrichsdorf (Pom.)
- Lonken → Friedrichssee
- Lupowske → Grünenwalde
- Oslawdamerow → Rudolfswalde
- Polschen → Kniprode
- Pschywors → Adolfsheide
- Pyaschen → Franzwalde
- Tschebiatkow → Radensfelde
- Zukowken → Treuenfelde

## Transports
L'arrondissement de Bütow n'est relié au réseau ferroviaire qu'en 1884 par les chemins de fer prussiens de Schlawe. Il faut ensuite encore 17 ans avant que d'autres lignes ne soient ajoutées. Ils partent tous de Bütow, à savoir
- 1901 à Berent en Prusse-Occidentale,
- 1902 à Lauenburg (de) dans le nord-est et
- 1909 à Rummelsburg (de) dans le sud-ouest.